# Пятнистый криворот
Пятнистый криворот (лат. Cryptacanthodes maculatus) — вид морских лучепёрых рыб из семейства криворотовых. Тело вытянутое, длиной до 97 см. Встречается в западной части Атлантического океана: от южного Лабрадора в Канаде до Нью-Джерси в США. Обитает на глубинах от 1 до 110 метров. Придонная рыба умеренных вод. Питается в основном бентосной инфауной, встречающейся в его системе нор и вокруг него; его добыча состоит из различных амфипод, полихет, креветок и мелких рыб. Безвреден для человека, его охранный статус не определён, объектом промысла не является.